# Rozewie (wieś)
Rozewie (dodatkowa nazwa w języku kaszubskim Rozewié, niem. Rixhöft, dawniej Rosefft, Rozyft) – wieś w Polsce, w województwie pomorskim, w powiecie puckim, w gminie Władysławowo, nad Morzem Bałtyckim, na Pobrzeżu Kaszubskim. Powierzchnia sołectwa wynosi 149,16 km² i jest zamieszkane przez ok. 276 osoby.
W latach 1963–1972 część osiedla Jastrzębia Góra. W latach 1973–2014 część miasta Władysławowo.

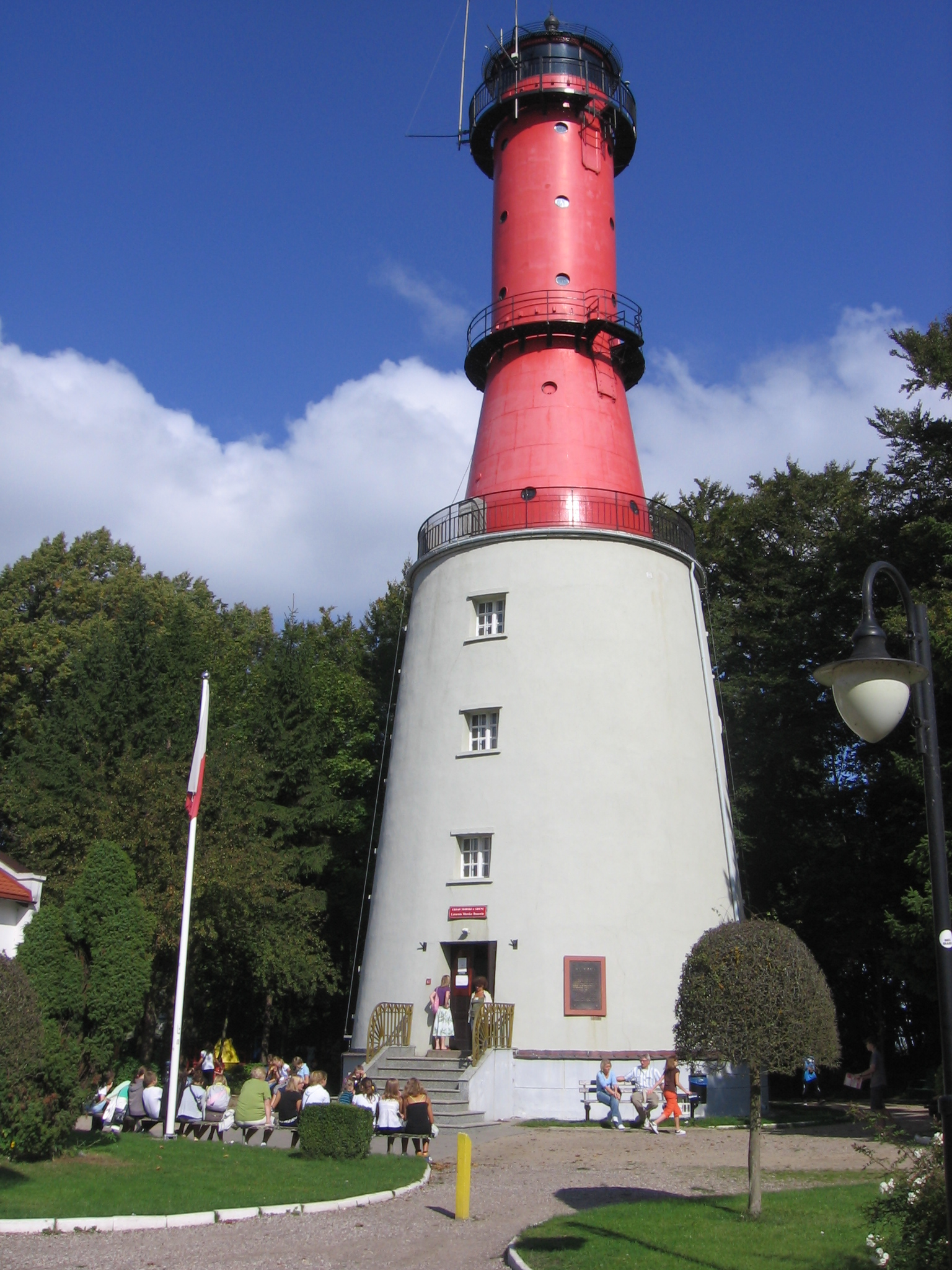
Latarnia Morska Rozewie

Północną część Rozewia (na północ od drogi nr 215) stanowi Nadmorski Park Krajobrazowy. Pas nadbrzeża Rozewia stanowi część specjalnego obszaru ochrony siedlisk Kaszubskie Klify. Ponadto cały pas nadbrzeża Rozewia (ok. 1 km) należy do rezerwatu przyrody Przylądek Rozewski.
W Rozewiu znajduje się siedziba Obwodu Ochrony Wybrzeża Urzędu Morskiego w Gdyni.
Według spisu powszechnego z 1921 r. w latarni morskiej Rozewie mieszkało 5 osób, a w osadzie Rozewie 6 osób.
Obecne granice osiedla Rozewie określono w 2003 r.
Samorząd Władysławowa utworzył jednostkę pomocniczą – osiedla „Rozewie”. 1 stycznia 2015 r. zostało zastąpione sołectwem. Organem uchwałodawczym osiedla jest zebranie wiejskie. Organem wykonawczym osiedla jest sołtys. Dodatkowo organem opiniodawczym i doradczym, a także pomocniczym dla sołtysa jest Rada Sołecka, która składa się z 3-5 osób.